# Otto Steiger
Otto Steiger (St. Gallen, 1858 – 1923) foi um engenheiro suíço.
Natural da Suíça, morou em Munique.
Steiger é conhecido pela invenção e construção da calculadora mecânica Millionaire, a primeira calculadora de multiplicação direta comercial. A Millionaire foi primeiramente patenteada na Alemanha em 1892. Patentes foram depois emitidas na França, Suíça, Canadá e Estados Unidos em 1893, e sua produção iniciou em 1893. Durante seu longo período de utilização foram vendidas 4.655 "Millionaire".